# Agdistis
Agdistis (en grec antic: Ἄγδιστις) era un déu menor, d'origen frigi que va formar part de la mitologia grega i la religió romana. Estava relacionat amb el culte a Atis i Cíbele. Era hermafrodita. Mentre que en alguns relats mitològics representava el caos i la natura incontrolable, ja que la seva conducta era totalment impredictible, en el seu culte se l'identifica com una divinitat benevolent i salvadora.

## Mitologia
Segons Pausànias, en una ocasió la llavor de Zeus va anar a parar involuntàriament contra una muntanya i la Terra (Gaia) va donar a llum una criatura sobrehumana que era alhora home i dona, la qual fou anomenada Agdistis. En altres versions, hi havia una roca anomenada "Agdo", en la qual la Gran Mare Terra dormia, Zeus la va prenyar i en va sortir Agdistis.
La resta dels déus sentien aversió per aquesta criatura estranya. Un déu (de vegades anomenat Líber i de vegades Dionís) va ficar una droga adormidora a la font on bevia Agdistis. Quan Agdistis es va quedar adormit, Dionís li va lligar els peus al seu genital masculí (φαλλός, fal·los) amb un cordill resistent. En despertar-se i posar-se dret es va arrencar el penis.Llavors li va rajar sang que, en caure a terra la va fertilitzar i en va sortir un ametller (en alguns relats, un mangraner). Un dia, Nana, la filla del déu fluvial Sangari, estava collint els fruits d'aquest arbre i se'n va posar un grapat a la sina, però van desaparèixer i va quedar embarassada. Al fill que en va néixer li va dir Atis. En altres versions, Atis va néixer directament de l'ametller.
Atis era de tan extraordinària bellesa que quan es va fer un home Agdistis se'n va enamorar. El rei de Frígia, però, va arranjar el matrimoni de la seva filla. En algunes versions el rei va preparar aquest enllaç per castigar Atis per haver tingut relacions incestuoses amb la seva mare Agdistis. El dia del casament Agdistis va enviar el deliri entre els presents al convit, fins al punt que la filla d'un convidat anomenat Gallus es va tallar els pits. Atis enrabiat es va llançar a la soca d'un pi, es va fer una autocastració i va oferir els seus genitals a Agdistis. Atis va sagnar fins a morir. Agdistis després es va penedir del que havia fet i va obtenir de Zeus la promesa que el cos d'Atis no es podriria ni desapareixeria. A Frígia hi havia una muntanya anomenada Agdistis perquè es deia que allà havien enterrat el seu cos, o això li van explicar a Pausànies.
Un relat una mica diferent és narrat per Arnobi el vell, en què Atis era estimat per Agdistis i per Cíbele.

## Culte a Agdistis
Segons Hesiqui d'Alexandria,Estrabó, i Plini el Vell Agdistis va tenir el mateix culte que Cíbele, els quals eren venerats a Pessinus conjuntament. En moltes inscripcions antigues, Agdistis és clarament distingible de Cíbele, però en moltes altres Agdistis només és un epítet de Cíbele.
Encara que inicialment el culte es va originar a Anatòlia, es va estendre després per un ampli territori. Cap al 250 aC ja era venerat a Egipte i després per tota l'Àtica. S'han trobat mostres del seu culte al Pireu entre els segles iii o IV aC, a Rhamnous al voltant de l'any 80 aC (on hi havia un santuari), i també a Lesbos i Panticapea. A Metimna i Paros es van trobar inscripcions en honor seu. Al segle i aC, el seu santuari a Philadelphia a l'Àsia Menor requeria un estricte codi de conducta. En aquell indret i altres se l'ha trobat com a theoi soteres, una expressió que l'equipara al terme daemon, un ésser espiritual protector i salvador invocat als himnes òrfics. Unes inscripcions del segle iv aC, trobades a Sardes, indiquen que els sacerdots de Zeus no tenien permès participar en els rituals mistèrics d'Agdistis.Quan el culte de Cíbele fou importat a Roma, Agdistis va passar a ser un déu menor relacionat amb ella.
Alguns acadèmics han teoritzat que Agdistis podria formar part d'un continu de deïtats andrògines d'Anatòlia, entre les que estaria una antiga deïtat frígia anomenada "Andistis" i una altra anomenada "Adamma", que es remunten a l'antic regne hitita del segon mil·lenni aC, Kizzuwatna. Hi ha algunes proves gràfiques que situen Agdistis com una divinitat de natura benevolent.